# Cognición

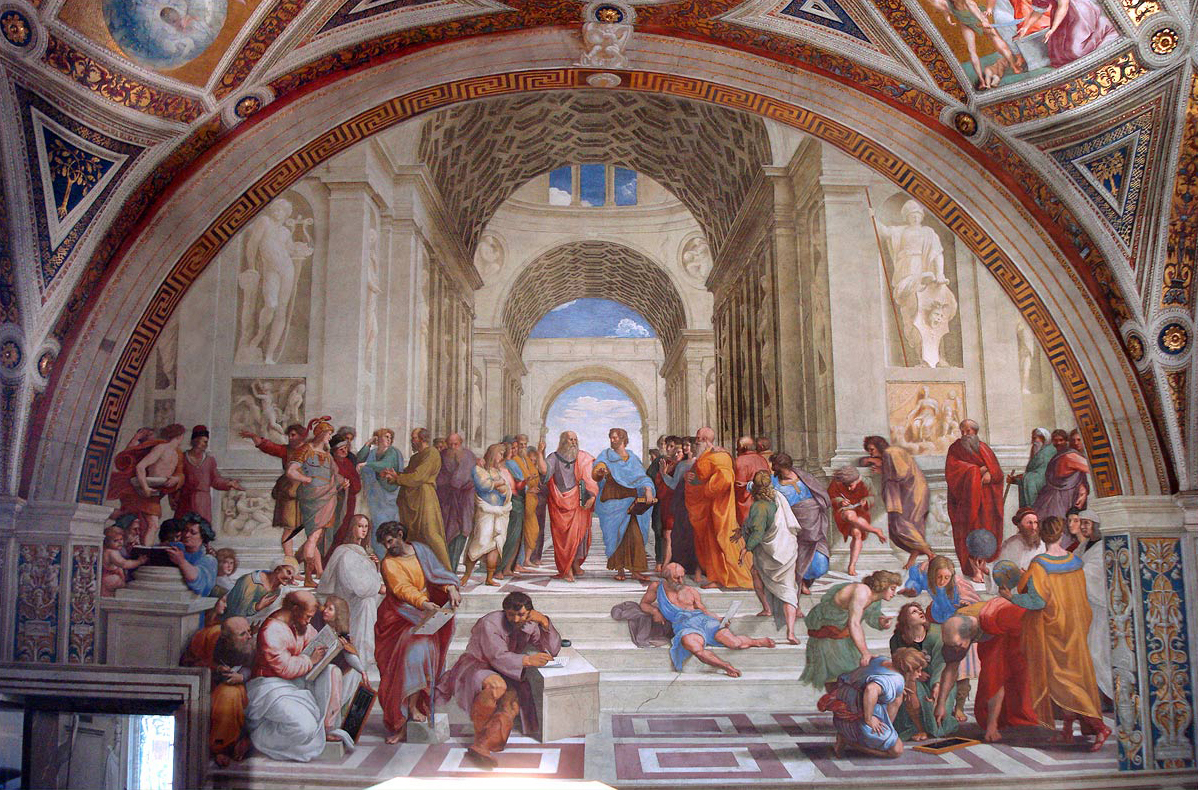
La Escuela de Atenas, Fresco en el Vaticano. Muchos de los filósofos representados buscaban el conocimiento de las primeras causas.

La cognición (del latín cognoscere, ‘conocer’) es la facultad de un ser vivo para procesar información a partir de la percepción, el conocimiento adquirido (experiencia) y características subjetivas que permiten valorar la información. Consiste en procesos tales como el aprendizaje, el razonamiento, la atención, la memoria, la resolución de problemas, la toma de decisiones, los sentimientos. El ser humano tiene la capacidad de conocer con todos los procesos mencionados.
Sin embargo, el concepto de proceso cognitivo se aplica también a entidades artificiales, así como conscientes o inconscientes. Por tanto, el concepto ha abordado su estudio desde diferentes perspectivas, incluyendo la neurología, la pedagogía, la psicología, el psicoanálisis u otras teorías de la mente, la sociología, la filosofía, las diversas disciplinas antropológicas (antropología cultural, antropología filosófica, antropología médica…) y las ciencias de la información (inteligencia artificial, gestión del conocimiento, aprendizaje automático).
La cognición está íntimamente relacionada con conceptos abstractos tales como mente, percepción, razonamiento, inteligencia, aprendizaje y muchos otros que describen numerosas capacidades de los seres humanos y de otros animales (cognición animal). Según la teoría fuerte de la inteligencia artificial, también tendrían estas características algunas entidades no biológicas. 
En psicología e informatica, el concepto se refiere a las funciones, procesos y estados mentales de agentes inteligentes, con un enfoque particular en procesos tales como comprensión, inferencia, toma de decisiones, planificación y aprendizaje. La investigación en el campo aborda capacidades de los agentes/sistemas como la abstracción, la generalización, la concreción/especialización, y el meta-razonamiento, en lo que se involucra conceptos subjetivos tales como las creencias, conocimiento, los estados mentales, y las preferencias. Es posible crear experiencias utilizando el razonamiento propio (individual), para esto es preferible abstenerse a caer en un patrón rutinario, y cambiar hábitos constantemente, de esta manera la parte de cognición del cerebro será más amplia.
El concepto de cognición es frecuentemente utilizado para significar el acto de conocer, o conocimiento, y puede ser definido, en un sentido cultural o social, como el desarrollo emergente de conocimiento dentro de un grupo, que culmina con la sinergia del pensamiento y la acción.

## Primeros estudios
A pesar de que la propia palabra cognitivo se remonta al siglo XV, la atención a los procesos cognitivos surgió más de dieciocho siglos antes, a partir de Aristóteles (384-322 a. C.) y su interés por el funcionamiento interno de la mente y cómo afecta a la experiencia humana. Aristóteles se centró en las áreas cognitivas relacionadas con la memoria, la percepción y las imágenes mentales. Daba gran importancia a que sus estudios se basaran en pruebas empíricas, es decir, en información científica obtenida mediante la observación y la experimentación concienzuda. Dos milenios más tarde, se sentaron las bases de los conceptos modernos de cognición durante el Siglo de las Luces por pensadores como John Locke y Dugald Stewart que trataron de desarrollar un modelo de la mente en el que las ideas eran adquiridas, recordadas y manipuladas.
A principios del siglo XIX se desarrollaron modelos cognitivos tanto en filosofía -especialmente por autores que escribían sobre la filosofía de la mente- como en medicina, sobre todo por médicos que buscaban entender cómo curar la locura. En Britania, estos modelos fueron estudiados en la academia por académicos como James Sully en el University College de Londres, e incluso fueron utilizados por los políticos a la hora de considerar la Elementary Education Act nacional de 1870.
A medida que la psicología surgía como un floreciente campo de estudio en Europa, a la vez que ganaba adeptos en América, científicos como Wilhelm Wundt, Herman Ebbinghaus, Mary Whiton Calkins y William James ofrecerían sus aportaciones al estudio de la cognición humana.

### Primeros teóricos
Wilhelm Wundt (1832-1920) enfatizó la noción de lo que llamó introspección: examinar los sentimientos internos de un individuo. Con la introspección, el sujeto tenía que tener cuidado de describir sus sentimientos de la manera más objetiva posible para que Wundt encontrara la información científica. Aunque las contribuciones de Wundt no son en absoluto mínimas, los psicólogos modernos consideran que sus métodos son demasiado subjetivos y optan por basarse en procedimientos más objetivos de experimentación para sacar conclusiones sobre el proceso cognitivo humano.
Hermann Ebbinghaus (1850-1909) realizó estudios cognitivos que examinaban principalmente la función y la capacidad de la memoria humana. Ebbinghaus desarrolló su propio experimento en el que construyó más de 2.000 sílabas a partir de palabras inexistentes (por ejemplo, "EAS"). A continuación, examinó su propia capacidad personal para aprender estas no-palabras. Eligió a propósito no-palabras en lugar de palabras reales para controlar la influencia de la experiencia preexistente en lo que las palabras podrían simbolizar, permitiendo así recordarlas más fácilmente. Ebbinghaus observó e hipotetizó una serie de variables que podían haber afectado a su capacidad para aprender y recordar las no-palabras que creaba. Una de las razones, concluyó, era el tiempo transcurrido entre la presentación de la lista de estímulos y el recitado o recuerdo de los mismos.  Ebbinghaus fue el primero en registrar y trazar una "curva de aprendizaje" y una "curva de olvido". Su trabajo influyó mucho en el estudio de la posición serial y su efecto en la memoria (que se analiza más adelante).
Mary Whiton Calkins (1863-1930) fue una influyente pionera estadounidense en el campo de la psicología. Su trabajo también se centró en la capacidad de la memoria humana. Una teoría común, denominada efecto de recencia, puede atribuirse a los estudios que ella llevó a cabo. El efecto de recencia, también analizado en la sección de experimentos posterior, es la tendencia de las personas a recordar con precisión los últimos elementos presentados en una secuencia de estímulos. La teoría de Calkin está estrechamente relacionada con el estudio antes mencionado y la conclusión de los experimentos de memoria realizados por Hermann Ebbinghaus.
William James (1842-1910) es otra figura fundamental en la historia de la ciencia cognitiva. James estaba bastante descontento con el énfasis de Wundt en la introspección y el uso de estímulos sin sentido de Ebbinghaus. En su lugar, optó por centrarse en la experiencia del aprendizaje humano en la vida cotidiana y su importancia para el estudio de la cognición. La contribución más significativa de James al estudio y la teoría de la cognición fue su libro de texto Principios de psicología, que examina de forma preliminar aspectos de la cognición como la percepción, la memoria, el razonamiento y la atención.
René Descartes (1596-1650) fue un filósofo del siglo XVII que inventó la frase "Cogito, ergo sum", que significa "Pienso, luego existo". Adoptó un enfoque filosófico para el estudio de la cognición y la mente, con sus Meditaciones quería que la gente meditara junto a él para llegar a las mismas conclusiones que él pero en su propia cognición libre.

## El proceso mental
Fritjof Capra presenta en el apéndice de su libro, La trama de la vida, los seis criterios fundamentales de Gregory Bateson para el proceso mental y los compara con la teoría propuesta por Humberto Maturana:
1. Una mente es un agregado de partes o componentes interactuantes.
2. La interacción entre las partes de la mente es desencadenada por la diferencia.
3. El proceso mental requiere energía colateral.
4. El proceso mental requiere cadenas circulares de determinación.
5. En el proceso mental, los efectos de la diferencia deben ser vistos como transformaciones de sucesos que los han precedido.
6. La descripción y clasificación de esos procesos de transformación revelan una jerarquía de prototipos lógicos inmanentes en los fenómenos.

Considera que es en los dos últimos criterios donde se presenta la diferencia entre los puntos de vista de Bateson y Maturana sobre la cognición.

### Procesamiento de la información
Según John Lachman y E.C. Butterfield, el llamado procesamiento de información... 

...considera que se realizan pocas operaciones simbólicas, relativamente básicas, tales como codificar, comparar, localizar y/o almacenar. Por consiguiente, en último caso puede dar cuenta de la inteligencia humana y la capacidad para tener tal cual conocimiento, innovaciones y tal vez expectativas respecto al futuro.
 Lachman, R., Lachman, J. L., & Butterfield, E. C

Este procesamiento consiste en cómo el sujeto internaliza la información recibida por el ambiente. A su vez, en la internalización de nuevos conocimientos, se activan de manera conjunta las funciones cognitivas para que la internalización de nuevos conocimientos se realice de una manera satisfactoria.

## Actividad cognoscitiva
La Actividad Cognoscitiva es:
1. Proceso mental a través del cual el sujeto capta los aspectos de la realidad, a través de los órganos sensoriales con el propósito de comprender la realidad.
2. Proceso en el cual un individuo es capaz de recibir, integrar, relacionar y modificar la información circundante.
3. Es la acción mental mediante la cual el individuo, asimila ideas, se forma imágenes, crea y se recrea hasta llegar a la construcción del conocimiento.
4. Proceso mediante el cual el ser humano estructura el conocimiento haciendo uso de los mecanismos de la mente.

### Estructura cognitiva
Algunos de los principales aspectos de la estructura cognitiva:
1. Observación: actividad basada en la detección y asimilación de los rasgos de un elemento o varios elementos, por medio del sentido de la vista como principal instrumento. Como técnica de investigación consiste en ver y oír el fenómeno que se quiere estudiar.
2. Identificación de variables: ubicación puntual y precisa de los elementos o partes involucradas en un fenómeno de estudio.
3. Comparación: medio a través del cual se ponen en relación dos fenómenos con la finalidad de identificar los aspectos similares y distintivos de cada uno de ellos.
4. Relación: proceso cognitivo a partir del cual se detectan correspondencias o conexiones entre dos o más cosas.
5. Ordenamiento: proceso cognitivo a través del cual se da acomodo o distribuyen dos o más objetos, también puede realizarse a partir de sus características o cualidades.
6. Clasificación jerárquica: proceso cognitivo a través del cual se articulan o relacionan diversos fenómenos en relación con su importancia. De modo general se puede presentar de lo general a lo particular (método deductivo) o de lo particular a lo general (método inductivo).

## Estimulación cognitiva
1. Definición de la estimulación cognitiva: es un conjunto de actividades y ejercicios que tienen como objetivo fortalecer y mejorar los procesos cognitivos, como la atención, la memoria, el razonamiento y la percepción. La estimulación cognitiva se basa en la neuroplasticidad del cerebro, que es la capacidad del cerebro para cambiar y adaptarse a través de la experiencia y el aprendizaje.
2. Ejemplos de actividades de estimulación cognitiva: pueden incluir desde juegos de mesa y rompecabezas hasta programas de computadora y ejercicios de meditación. También se puede utilizar la música, el arte y la lectura como medios para estimular la cognición.
3. Beneficios de la estimulación cognitiva: se ha demostrado que la estimulación cognitiva puede mejorar la función cognitiva en personas de todas las edades, incluyendo a aquellos con trastornos cognitivos, como la enfermedad de Alzheimer y otras formas de demencia. Además, la estimulación cognitiva puede mejorar la calidad de vida de las personas al reducir el riesgo de depresión y aumentar la capacidad para realizar actividades diarias.
4. Enfoques y métodos de la estimulación cognitiva: existen varios enfoques y métodos para la estimulación cognitiva, que pueden variar según la población objetivo y los objetivos específicos de la intervención. Algunos ejemplos incluyen el entrenamiento de la memoria, la terapia ocupacional, la terapia de realidad virtual y la terapia asistida por animales.
5. Limitaciones y controversias de la estimulación cognitiva: aunque la estimulación cognitiva ha demostrado ser efectiva en muchos casos, también hay cierta controversia y limitaciones en cuanto a su aplicación en diferentes poblaciones y situaciones. Algunos críticos argumentan que la estimulación cognitiva[13] puede ser costosa y no siempre accesible para todas las personas, y que se necesitan más investigaciones para comprender mejor cómo funciona y cómo optimizar sus beneficios.
6. Referencias a estudios y ensayos clínicos: es importante proporcionar referencias a estudios científicos y ensayos clínicos que hayan investigado la eficacia de la estimulación cognitiva en diferentes poblaciones y contextos. Esto puede ayudar a respaldar la información proporcionada y a proporcionar más detalles para aquellos que deseen profundizar en el tema.

## Evaluaciones Cognitivas
La evaluación cognitiva se encuentra basada en la psicología cognitiva y ciencias cognitivas que dan los elementos teóricos para la evaluación, en particular para la elección de contenidos de la valoración.
Se realiza con el fin de conocer en detalle el rendimiento de un sujeto en funciones tales como la orientación, la atención, las funciones ejecutivas y la memoria. Se utilizan pruebas estandarizadas, cuyos resultados se interpretan de manera cualitativa y cuantitativa, comparando el rendimiento del paciente con el de personas de su misma edad. Esta evaluación puede solicitarse con el fin de obtener una descripción del perfil neuropsicológico del paciente, determinar las consecuencias cognitivas de las lesiones cerebrales u organizar un plan de tratamiento de rehabilitación cognitiva.

### Diferentes tipos y modos de Evaluación Cognitiva
Específicas para funciones o dimensiones: estas evaluaciones están diseñadas para medir áreas concretas del funcionamiento cognitivo. 
- Evaluación de la memoria visual: este tipo de prueba mide la capacidad de retener, reconocer y manipular información visual. Los ejemplos incluyen recordar imágenes o figuras abstractas tras un intervalo de tiempo. Las herramientas comunes para esta evaluación son el Test de Benton, para la memoria visual, o el Test de Reconocimiento de Rostros.

Generales, evaluando funciones complejas: estas pruebas integran varias funciones cognitivas para analizar cómo interactúan en la resolución de tareas complejas.
- Evaluación de funciones ejecutivas: las funciones ejecutivas incluyen la planificación, organización, toma de decisiones, flexibilidad cognitiva y control de impulsos. Estas pruebas se enfocan en medir la capacidad de realizar tareas que requieren control mental y manejo de múltiples informaciones simultáneamente. Las herramientas comunes de este tipo de evaluación son:
  - Test de la Torres Hanoi o de Londres.
  - Trail Making Test (TMT).
  - Wisconsin Card Sorting Test (WCST).

Globales (de amplias funciones): estas pruebas ofrecen una visión integral del estado cognitivo de un individuo, cubriendo múltiples dominios cognitivos en una sola evaluación. 
- Evaluación integral como el Test de Barcelona: este test evalúa aspectos como la memoria, lenguaje, atención, cálculo y habilidades visuoespaciales. Es particularmente útil para diagnosticar alteraciones globales en el funcionamiento cognitivo y establecer un perfil neuropsicológico detallado. Sus características son: 
  - El uso frecuente en contextos clínicos.
  - Aplicación extensa, permitiendo obtener información profunda sobre diversas áreas.

Orientadas a cierta patología: estas pruebas estás diseñadas específicamente para detectar o evaluar el grado de afección cognitiva en enfermedades particulares.
- CAMCOG (Cambridge Cognitive Examination): Este test es parte del CAMDEX (Cambridge Examination for Mental Disorders of the Elderly) y se utiliza principalmente para evaluar demencias. Las áreas que evalúa son:
  - Orientación, memoria, lenguaje, percepción y habilidades prácticas.
  - Proporciona un diagnóstico más ajustado a la progresión de la patología.

Tipo screening: las pruebas de screening son evaluaciones rápidas diseñadas para detectar alteraciones cognitivas de forma preliminar, permitiendo decidir si es necesario realizar evaluaciones más profundas.
- Mini-Mental State Examination (MMSE): conocido como el "Minimental", este test se usa como herramienta de despistaje para el deterioro cognitivo, como en casos de demencia inicial. Las áreas que evalúa son: 
  - Orientación temporal y espacial.
  - Memoria inmediata y de trabajo.
  - Lenguaje y cálculo simple.
  - Copia de figuras geométricas.

Entre sus ventajas se encuentran la fácil y rápida aplicación; y la amplia validación clínica. 
APLICACIÓN CLÍNICA:
La selección del tipo de evaluación depende del propósito diagnosticado o del seguimiento clínico requerido. Por ejemplo:
- En un paciente con sospecha de Alzheimer, se podría usar el CAMCOG para un análisis profundo.
- Si se necesita evaluar cómo el deterioro cognitivo afecta las actividades diarias, sería relevante usar pruebas de funciones ejecutivas.
- Para un chequeo inicial, el MMSE sería adecuado por su rapidez.

Además, los resultados de estas evaluaciones ayudan a los profesionales a diseñar intervenciones terapéuticas o rehabilitadoras específicas para cada paciente.

## Planificación Cognitiva
La planificación cognitiva es entendida como una de las funciones ejecutivas de mayor complejidad. Es la capacidad de formular planes secuenciales de acciones orientadas a alcanzar objetivos de manera estratégica y eficiente. Esta habilidad, fundamental para la vida diaria, permite representar mentalmente metas y diseñar las etapas necesarias para lograrlas. No obstante, se ve comprometida en múltiples condiciones neuropsiquiátricas como el TDAH, la depresión, la esquizofrenia y diversos tipos de demencia. 
Por lo tanto, sus componentes clave son:
- La fase de planificación mental: generación y representación de pasos secuenciales.
- La fase de ejecución: implementación motora del plan y ajuste en caso de imprevistos.

Además, tiene dos niveles diferentes:
- La planificación motora simple: referida al enfoque en tareas motoras como trazar rutas.
- La planificación cognitiva: es más compleja e incluye la representación de objetivos y resolución de problemas.

### Paradigmas de evaluación.
Existen diferentes paradigmas diseñados para evaluar esta capacidad en contextos clínicos y de investigación:
- La Torre de Londres, por ejemplo, es una prueba ampliamente utilizada que evalúa organización y memoria de trabajo mediante la manipulación de esferas bajo reglas específicas. Este paradigma permite discriminar entre individuos con lesiones en la corteza prefrontal y controles neurotípicos, evidenciando el papel crítico de esta región en la planificación.
- El Laberinto de Porteus, enfatizan el componente visuoespacial, exigiendo que los participantes resuelvan laberintos evitando errores como entrar en callejones sin salida.
- El Mapa del Zoológico presentan problemas más ecológicos, exigiendo a los participantes planificar recorridos en escenarios simulados con reglas específicas. Permite analizar cómo las personas manejan problemas estructurados y no estructurados, siendo útil para comparar el rendimiento en distintas poblaciones, como adultos jóvenes, mayores y personas con TDAH.

### Técnicas de neuroimagen.
El análisis de neuroimagen proporciona evidencia contundente sobre las bases neurales de la planificación. Las técnicas como fMRI y PET destacan la activación de la corteza prefrontal dorsolateral (CPFdl) durante estas tareas, mostrando su papel en la manipulación de información y mantenimiento de objetivos. La corteza frontopolar, por otro lado, facilita la ramificación cognitiva, es decir, la capacidad de alternar entre metas principales y secundarias, una función esencial en la multitarea. También se observa la participación de la corteza cingulada anterior, que monitorea el desempeño y corrige errores en tiempo real. Estudios recientes, mediante el análisis de oscilaciones theta en EEG, muestran que estas frecuencias reflejan la coordinación de diferentes regiones cerebrales involucradas en el control cognitivo durante la planificación.